# Lactarius acutus
Lactarius acutus är en svampart som beskrevs av R. Heim 1955. Lactarius acutus ingår i släktet riskor och familjen kremlor och riskor.   Inga underarter finns listade i Catalogue of Life.